# サンティアゴ・デル・エステロ
サンティアゴ・デル・エステーロ（Santiago del Estero）は、アルゼンチンの北部にある都市。人口は約23万人（2023年）。サンティアゴ・デル・エステーロ州の州都。

## 概要
首都ブエノスアイレスから北北西1090kmに位置し、付近にはドゥルセ川が流れる。国道9号線といった幹線道路も通っている。1550年ごろのスペイン人の入植により建設されたアルゼンチン最古の都市で、マードレ・デ・シウダーデス（都市の母）との異名を持つ。
大学は1973年に設立されたサンティアゴ・デル・エステーロ国立大学と1960年に設立されたカトリカ大学の二校がある。街の見どころは大聖堂やサント・ドミンゴ修道院、州立考古学博物館などがある。
市街地から北へ6kmのところにはサンティアゴ・デル・エステーロ空港があり、ブエノスアイレスやサン・ミゲル・デ・トゥクマンとの間で定期便が就航している。
気候は亜熱帯性で暖かく、秋冬は乾季になる。年間降水量はおよそ300mm。
この地域一帯はアルゼンチンでは珍しく先住民族の言語が残っており、およそ10万人のケチュア語話者やインカ語話者がいる。

## 歴史
1543年にチリを発った探検隊が1553年7月25日にフランシスコ・デ・アギーレ副総督の主導で建設し、サンティアゴ・デル・エステーロ・デル・ヌエボ・マエストラスゴ（Santiago del Estero del Nuevo Maestrazgo）と名付けたというのが定説だが、既に1550年には都市基盤がつくられていたと言う歴史家もいる。アルゼンチン最古の都市でありながら、いくつかの教会をのぞくと植民地時代の建物はほとんど残っていない。
19世紀にはイギリスの資本家によって一帯の森林が木材用に大量伐採された。そのため、街の周辺は現在、半乾燥農業地帯になっている。
1948年にサンティアゴ・デル・エステーロ州の知事にペロン主義者のカルロス・A・フアレス（当時32歳）が選出されて以来、街は20世紀後半にかけて彼のお膝元になった。フアレスは自身の地位を安定化させ、この地域になくてはならない存在になった。しかし、彼は温良なふるまいをする一方冷酷な姿勢をとった。彼が知事をしている間サンティアゴ・デル・エステーロ州は衰退し、国内でも貧しい州になった。1993年には給料が3ヶ月間も支払われていないことを理由に、地方公務員が知事公邸周辺で暴動を起こした。暴動はたちまち4000人規模に拡大し、自動車が壊され、強奪が起こり、庁舎が焼き払われた。なかには大物政治家の邸宅に攻め込む者までいた。
1990年代にフアレスは殺し屋に数人のライバルの殺害を依頼した。とりわけ1996年のセサル・イトゥール元知事の件と1998年のヘラルド・スエルド司教の件が知られる。その後、2002年に地元の若い女性2人が殺害された事件で捜査線上にフアレスの殺し屋であるアントニオ・ムサ・アサルが浮上し、フアレスは知事を辞職した。後任には妻のニーナ・アラゴネス・デ・フアレスが就任したが、2004年3月にネストル・キルチネル大統領が彼女を罷免した。現在、フアレス夫妻は市の監視のもと軟禁状態に置かれている。

## 文化

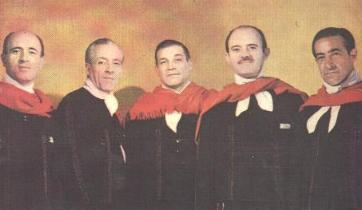
アバロス・ブラザーズのメンバー。このグループが出す民族音楽のレコードは南米全域で聴かれている

この街で活躍した芸術家として、造形美術ではラモン・ゴメス・コルネート、カルロス・サンチェス・グラマッホ、アルフレッド・ゴグナ、リカルド・トウリーニョとラファエル・トウリーニョ、文学ではホルヘ・ワシントン・アバロス、ベルナルド・カナル・フェイホー、クレメンティーナ・ロサ・ケネル、アルベルト・タスソ、カルロス・ビルヒリオ・スリータ、フリオ・カレーラスなどの人物が挙げられる。
典型的なチャカレーラとサンバがこの地域の音楽の特徴で、この地域で活動する音楽グループとしてはマンセーロス・サンティアゲーニョス、アドルフォとアルフレードのアバロス兄弟のザ・アバロス・ブラザーズ、ハシント・ピエドラ、ラリ・バリオヌエボなどが挙げられる。

## 姉妹都市
- 蘇州市、中国
- タラベーラ・デ・ラ・レイナ、スペイン
- タリハ、ボリビア
- ハマー、シリア
- サンタ・クルス・デ・ラ・シエラ、ボリビア
- コピアポ、チリ

## ゆかりの人物
- フランシスコ・ボルヘス大佐 - アルゼンチン独立戦争の指導者で、作家ホルヘ・ルイス・ボルヘスの祖先。
- フェリーペ・タボアーダ - 19世紀の画家。
- マリオ・ロベルト・サントゥーチョとフランシスコ・レネ・サントゥーチョ - 労働者革命党（PRT）とアルゼンチン人民革命軍（ERP）を結党した革命家。